# 王慶平
王慶平（？—1921年），字耜雲，江蘇省上海縣（今上海市）人，一說浙江諸暨人。清末民初政治人物。

## 生平
同治九年，中舉。光绪十六年（1890年），登進士，同年五月，改翰林院庶吉士。光緒二十一年，任軍機章京。光緒二十七年，授禮部儀制司員外郎、幫領班章京、禮部精膳司郎中。光緒三十年，授軍機處領班章京。光緒三十一年，任政務處總辦。光緒三十二年，任考察政治館兼行。光緒三十三年，授會議政務處幫提調。次年，改浙江鹽運使。宣統元年，擔任山西按察使。1911年（宣統三年）11月，山西新軍響應武昌起義，殺巡撫陸鍾琦，迫王慶平任山西都督。
民國後，杜門不問世事。趙爾巽聘請清史館纂修，不允。曾總閱《諸暨邑志》，分攥《山西通志》。